# St. Annen (Hildesheim)
Die Kirche St. Annen war eine kleine Kirche in Hildesheim, die bis 1808 als Nebenkirche der Neustadt diente. Es handelte sich um einen etwa 18 mal 10 Meter umfassenden Bruchsteinbau, der mit einem mit einer welschen Haube gewölbten Ziegeldach gedeckt und innerlich nur über dem Chor gewölbt war.

## Ursprung als Hospitalkapelle
Die Kirche entstand als Kapelle des Annenhospitals. Dieses war ein 1443 als Heilig-Geist-Hospital durch den Priester Heinrich Rothmann gegründetes Armenhaus, dem ursprünglich noch ein Gasthaus für Pilger angeschlossen war. Die erste Satzung dieses Hospitals erließ noch Dompropst und Stadtherr der Neustadt Eckart von Hanensee, bereits zwanzig Jahre später traf der Rat der Neustadt ohne Mitwirkung des Stadtherren aus eigener Machtvollkommenheit eine neue Regelung. Bevor es seinen endgültigen Namen erhielt, wurde es zwischenzeitlich als Hospital unserer lieben Frau bezeichnet. Die Kapelle war bis zur Einführung der Reformation Endpunkt der bei St. Lamberti beginnenden Prozession zu Fronleichnam. Bei der Vertreibung der Juden 1457 wurde der nahegelegene Judenfriedhof als Begräbnisplatz dem Annenhospital zugewiesen. Die Grabsteine mit hebräischen Inschriften fanden Verwendung bei der Gestaltung der Fenster der Kapelle.

## Zweitkirche der Neustadt
Im Sommer 1571 übergab der Dompropst Wilhelm von Schaumburg die in Verfall geratene St. Annenkapelle dem Rat der Neustadt für die Zwecke lutherischen Gottesdienstes, nachdem der Domvikar auf seine Altarpfründe dort verzichtet hatte. Dabei sprach er von der lutherischen Konfession als der „wahren christlichen Religion“, obgleich er von Amts wegen selbst katholisch war.
1582 wurde das Gotteshaus wieder für Gottesdienste hergerichtet und erhielt eine eigene Pfarrstelle, jedoch keinen eigenen Pfarrbezirk. Nur für die Abhaltung von Gottesdiensten und die Austeilung von Sakramenten war die nun auch so genannte, gerade von wohlhabenderen Bürgern gerne besuchte „kleine Kirche“ vorgesehen, für alle anderen kirchlichen Amtshandlungen blieb St. Lamberti zuständig. In der Mitte des 17. Jahrhunderts wurde Sonntagvormittags und Freitags in der Annakirche gepredigt.
Um 1800 gehörten zu St. Annen 16 Wohnhäuser in der Neustadt, die durch Verpfändung an die Kirche gelangt waren. Wegen völlig mangelhafter finanzieller Ausstattung erwog man dennoch bereits 1803 die Schließung. Unter königlich-westfälischer Herrschaft wurde die Einziehung 1808 von Staats wegen angeordnet. Proteste der Bürgerschaft unter Berufung auf die angebliche „Ungesundheit“ der Lambertikirche verhallten ungehört. Im März 1813 wurde vielmehr der Abriss verfügt und von einem Zimmermeister namens Temme ausgeführt. Der Friedhof wurde ebenfalls eingeebnet.

## Annenstraße als Erinnerung
Von der Annenkirche sind keinerlei Reste mehr erkennbar. Auf Wunsch der Anwohner wurde 1871 die Straße, an der Hospital und Kirchlein St. Annen einst lagen, zur Erinnerung an diese in Annenstraße umbenannt. Zuvor hatte sie seit 1593 den Namen Poggenhagen getragen. 1874 wurde die Goschenstraße über das ehemalige Kirchengrundstück in Richtung der an die Stelle des niedergelegten Stadtwalles getretenen Sedanstraße verlängert, um den kurz zuvor außerhalb des alten Weichbildes der Neustadt angelegten Bahnhof am Friesentore verkehrsmäßig besser anzubinden.